# Coupe de Suisse féminine de football 2020-2021
Navigation
Édition précédente Édition suivante
La Coupe de Suisse féminine 2020-2021 est la 45e édition de la Coupe de Suisse féminine de football organisé par l'Association suisse de football (ASF).

## Déroulement
Il s'agit d'une compétition à élimination directe. Les clubs de LNA, LNB et 1re ligue sont inscrits d'office, les autres se qualifient via leurs associations régionales. Le vainqueur du trophée fair-play est qualifié pour le 1er tour principal.

## Huitièmes de finale
| Date     | Club                | Score | Club           |
| -------- | ------------------- | ----- | -------------- |
| 1/4/2021 | Servette FC Chênois | 2-0   | BSC Young Boys |
| 3/4/2021 | FC Saint-Gall-Staad | 0-3   | FC Bâle        |
| 3/4/2021 | FC Yverdon          | 1-4   | FF Lugano      |
| 3/4/2021 | Concordia Bâle      | 1-5   | Thoune         |
| 3/4/2021 | Appenzell           | 3-1   | SC Balerna     |
| 3/4/2021 | Küssnacht           | 0-2   | Grasshoppers   |
| 1/4/2021 | FC Aarau            | 0-3   | FC Zürich      |
| 3/4/2021 | FC Rapperswil-Jona  | 2-5   | FC Lucerne     |

## Quarts de finale
| Date      | Club                | Score | Club        |
| --------- | ------------------- | ----- | ----------- |
| 24/4/2021 | FF Lugano           | 0-2   | FC Bâle     |
| 24/4/2021 | Thoune              | 1-4   | FC Lucerne  |
| 25/4/2021 | Appenzell           | 1-3   | Grasshopper |
| 24/4/2021 | Servette FC Chênois | 0-1   | FC Zürich   |

## Demi-finales
| Date      | Club      | Score | Club        |
| --------- | --------- | ----- | ----------- |
| 5/05/2021 | FC Zürich | 2-0   | Grasshopper |
| 5/05/2021 | FC Bâle   | 0-1   | FC Lucerne  |

## Finale
La finale se déroule le 5 juin 2021 au Stade du Letzigrund à Zurich.
| 5 juin 2021 | FC Lucerne | 2 - 0   | FC Zürich | Stade du Letzigrund, Zurich |
|             |            | (1 - 0) |           |                             |